# Beierochelifer geoffroyi
Beierochelifer geoffroyi är en spindeldjursart som beskrevs av Jacqueline Heurtault 1981. Beierochelifer geoffroyi ingår i släktet Beierochelifer och familjen tvåögonklokrypare. Inga underarter finns listade.